# Serie A1 2011-2012 (hockey su pista)
La Serie A1 2011-2012 è stata l'89ª edizione (la 63ª a girone unico) del torneo di primo livello del campionato italiano di hockey su pista. La competizione ha avuto inizio il 20 ottobre 2011 e si è conclusa il 16 giugno 2012.
Lo scudetto è stato conquistato dal Marzotto Valdagno per la seconda volta nella sua storia.

## Stagione

### Novità
Nel 2011-2012 la serie A1 vide ai nastri di partenza quattordici club. Al torneo parteciparono: AFP Giovinazzo, Amatori Lodi, Bassano, Breganze, CGC Viareggio, Follonica, Forte dei Marmi, Marzotto Valdagno, Molfetta, Sarzana, Seregno; al posto delle retrocesse Pordenone 2004 e Roller Bassano parteciparono le due neopromosse Matera e Trissino. Il Prato 1954 venne ripescato a causa dell'esclusione dell'Amatori Vercelli, vincitrice del campionato di serie A2, per il mancato rispetto degli obblighi in materia di attività giovanile.

### Formula
Per la stagione 2011-2012 il campionato si svolse tra 14 squadre che si affrontarono in un girone unico, con partite di andata e ritorno. Al termine della stagione regolare le squadre classificate dal 1º posto all'8º posto disputarono i play-off scudetto. Le squadre classificate dall'11º al 12º disputarono i play-out sfidando formazioni di A2 mentre le squadre classificate dal 13º e 14º posto retrocedettero direttamente in serie A2.

### Avvenimenti

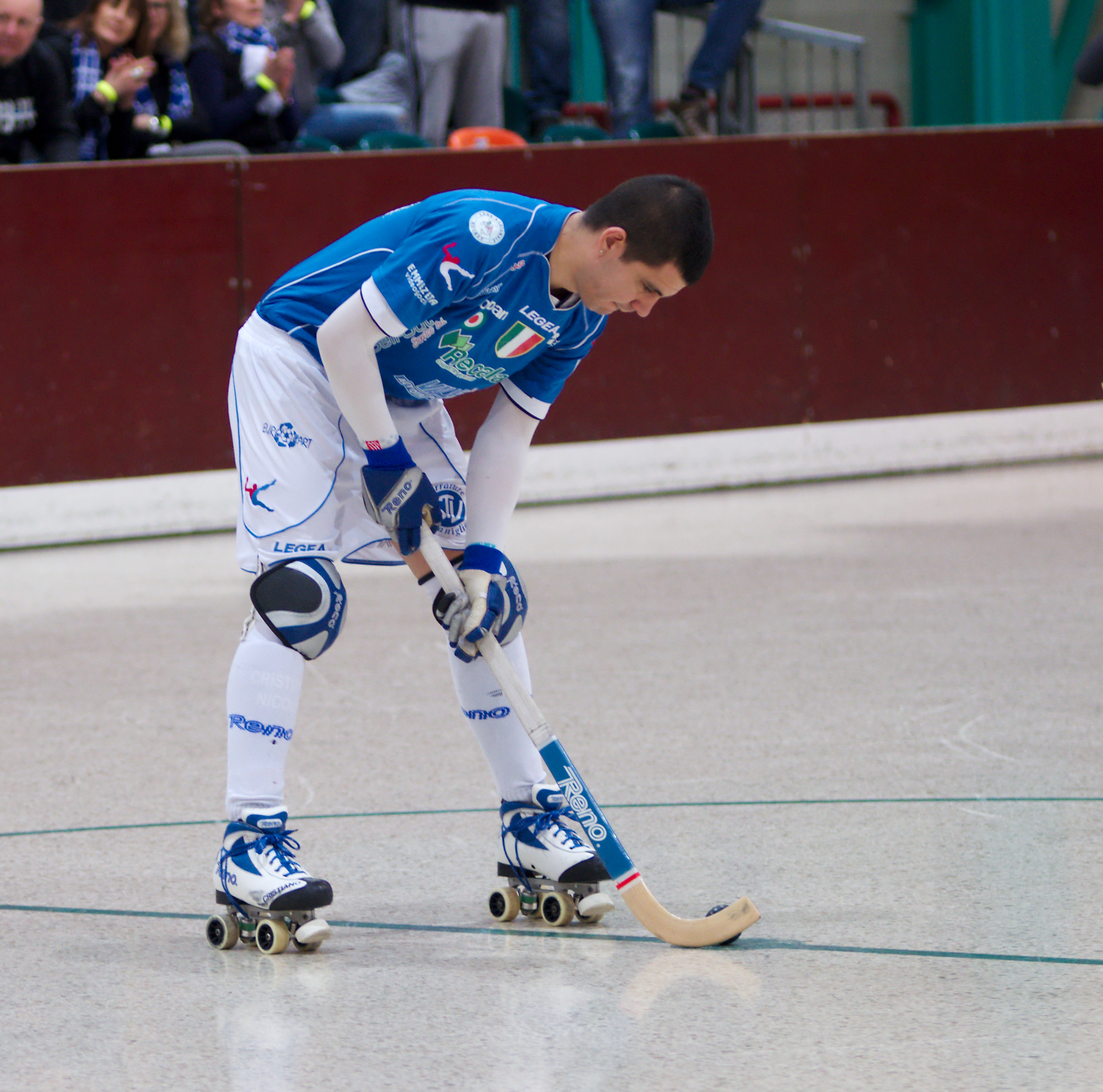
Carlos Nicolía, giocatore del Marzotto Valdagno campione d'Italia

La stagione regolare del torneo iniziò il 20 ottobre 2011 e terminò il 28 aprile 2012. Dominatore della prima fase della serie A1 è stato l'Amatori Lodi capace di conquistare 23 vittorie su 26 gare disputate e terminando al primo posto in classifica con sette lunghezze di vantaggio sui campioni d'italia in carica del CGC Viareggio. Al terzo posto si classificò il sorprendente AFP Giovinazzo mentre il Marzotto Valdagno chiuse la stagione regolare con un deludente quarto posto. Si qualificarono per i play-off scudetto anche Bassano, Forte dei Marmi, Breganze e Follonica. Il Sarzana e il Matera disputarono i play-out salvezza; entrambe le squadre vinsero i rispettivi incontri e mantennero il diritto a disputare la serie A1 la stagione successiva. Retrocedettero direttamente in Serie A2 il Molfetta, capace l'anno prima di disputare i play-off scudetto, e il Seregno. La squadra brianzola fu costretta a causa di problemi economici a ritirarsi dal torneo alla seconda giornata del girone di ritorno.

Il primo turno dei play-off videro l'Amatori Lodi eliminare in tre gare il Follonica, il Marzotto Valdagno avere la meglio sul Bassano sempre in tre gare e il CGC Viareggio eliminare il Breganze; l'unica sorpresa fu l'eliminazione dell'AFP Giovinazzo che perse la serie 2 a 1 a favore del Forte dei Marmi.

Nelle semifinali il Marzotto Valdagno sconfisse in due gare l'Amatori Lodi vincendo a Valdagno con un sonoro 7 a 0; i valdagnesi poi andarono a vincere al PalaCastellotti per 4 a 3 grazie al golden goal di De Oro. Nell'altra semifinale i campioni del CGC Viareggio dovettero faticare per eliminare il Forte dei Marmi; dopo aver perso al PalaForte per 5 a 4 i viareggini vinsero gara 2 al PalaBarsacchi con un sofferto 3 a 2 per chiudere la serie in gara 3 con un facile 9 a 3.
Per il secondo anno consecutivo la serie finale venne disputata tra il CGC Viareggio, che aveva il fattore campo a suo favore essendo arrivato secondo durante la stagione regolare, e il Marzotto Valdagno. La prima gara, giocata a Valdagno, venne vinta dai veneti che si imposero 8 a 4 con Carlos Nicolía mattatore dell'incontro con quattro reti all'attivo; gara 2 venne disputata a Viareggio e il CGC vinse l'incontro per 8 a 7 pareggiando la serie. La terza gara della serie, giocata ancora a Viareggio venne vinta dal Marzotto Valdagno con un secco 7 a 2; la serie si chiuse in gara 4 a Valdagno. Al PalaLido i valdagnesi, grazie alle reti di Massimo Tataranni (4), Carlos Nicolía (2) e De Oro (1) vinsero per 7 a 4 chiudendo la serie per 3 a 1 e laureandosi per la seconda volta nella loro storia campioni d'Italia.

## Squadre partecipanti
| Club              | Stagione | Città                   | Impianto              | Stagione precedente                                                 |
| ----------------- | -------- | ----------------------- | --------------------- | ------------------------------------------------------------------- |
| AFP Giovinazzo    | dettagli | Giovinazzo (BA)         | PalaPansini           | 10º in Serie A1                                                     |
| Amatori Lodi      | dettagli | Lodi                    | PalaCastellotti       | 3º in Serie A1, eliminato in semifinale dei play-off scudetto       |
| Bassano           | dettagli | Bassano del Grappa (VI) | PalaSind              | 4º in Serie A1, eliminato ai quarti di finale dei play-off scudetto |
| Breganze          | dettagli | Breganze (VI)           | PalaFerrarin          | 5º in Serie A1, eliminato in semifinale dei play-off scudetto       |
| CGC Viareggio     | dettagli | Viareggio (LU)          | PalaBarsacchi         | 1º in Serie A1, vince i play-off scudetto, campione d'Italia        |
| Follonica         | dettagli | Follonica (GR)          | Pista Armeni          | 11º in Serie A1, vince i play-out                                   |
| Forte dei Marmi   | dettagli | Forte dei Marmi (LU)    | PalaForte             | 9º in Serie A1                                                      |
| Marzotto Valdagno | dettagli | Valdagno (VI)           | PalaLido              | 2º in Serie A1, finalista dei play-off scudetto                     |
| Matera            | dettagli | Matera                  | Sportintenda          | 4° in Serie A2, finalista dei play-off promozione, promosso         |
| Molfetta          | dettagli | Molfetta (BA)           | PalaFiorentini        | 6º in Serie A1, eliminato ai quarti di finale del play-off scudetto |
| Prato 1954        | dettagli | Prato                   | PalaConsiag           | 13º in Serie A1, retrocesso                                         |
| Sarzana           | dettagli | Sarzana (SP)            | Pista Vecchio Mercato | 8º in Serie A1, eliminato ai quarti di finale dei play-off scudetto |
| Seregno           | dettagli | Seregno (MB)            | PalaPorada            | 7º in Serie A1, eliminato ai quarti di finale dei play-off scudetto |
| Trissino          | dettagli | Trissino (VI)           | Palasport di Trissino | 1° in Serie A2, vince i play-out, promosso                          |

### Allenatori e primatisti
| Squadra           | Allenatore        | Cannoniere (Miglior marcatore nella stagione regolare) |
| ----------------- | ----------------- | ------------------------------------------------------ |
| AFP Giovinazzo    | Antonio Caricato  | Domenico Illuzzi (37 reti)                             |
| Amatori Lodi      | Pino Marzella     | Sergio Festa (32 reti)                                 |
| Bassano           | Massimo Giudice   | Federico Ambrosio (29 reti)                            |
| Breganze          | Gaetano Marozin   | Manuel Garcia Landa (48 reti)                          |
| CGC Viareggio     | Massimo Mariotti  | Emanuel Garcia Solar (56 reti)                         |
| Follonica         | Franco Polverini  | Marco Pagnini (21 reti)                                |
| Forte dei Marmi   | Roberto Crudeli   | Alvaro Borja Gimenez (49 reti)                         |
| Marzotto Valdagno | Franco Vanzo      | Massimo Tataranni (33 reti)                            |
| Matera            | Michele Barbano   | Davide Santeramo (20 reti)                             |
| Molfetta          | Michele Poli      | Nicolas Alexander Fernandez (18 reti)                  |
| Prato 1954        | Enrico Bernardini | Xavier Alejandro Solera (32 reti)                      |
| Sarzana           | Paolo De Rinaldis | Michele Achilli (18 reti)                              |
| Seregno           | Tommaso Colamaria | Gonzalo Ariel Gomez Rambaut (17 reti)                  |
| Trissino          | Luca Chiarello    | Pablo Andres Jara Ferj (18 reti)                       |

## Stagione regolare

### Classifica
|  | Pos. | Squadra           | Pt   | G  | V  | N | P  | GF  | GS  | DR   |
|  | ---- | ----------------- | ---- | -- | -- | - | -- | --- | --- | ---- |
|  | 1.   | Amatori Lodi      | 69   | 26 | 23 | 0 | 3  | 140 | 73  | +67  |
|  | 2.   | CGC Viareggio     | 62   | 26 | 20 | 2 | 4  | 183 | 90  | +93  |
|  | 3.   | AFP Giovinazzo    | 56   | 26 | 18 | 2 | 6  | 114 | 81  | +33  |
|  | 4.   | Marzotto Valdagno | 55   | 26 | 18 | 1 | 7  | 144 | 93  | +51  |
|  | 5.   | Bassano           | 47   | 26 | 14 | 5 | 7  | 123 | 69  | +54  |
|  | 6.   | Forte dei Marmi   | 46   | 26 | 14 | 4 | 8  | 115 | 82  | +33  |
|  | 7.   | Breganze          | 43   | 26 | 14 | 1 | 11 | 134 | 112 | +22  |
|  | 8.   | Follonica         | 32   | 26 | 10 | 2 | 14 | 111 | 101 | +10  |
|  | 9.   | Trissino          | 28   | 26 | 8  | 4 | 14 | 115 | 132 | -17  |
|  | 10.  | Prato 1954        | 26   | 26 | 7  | 5 | 14 | 99  | 122 | -23  |
|  | 11.  | Sarzana           | 20   | 26 | 6  | 2 | 18 | 90  | 124 | -34  |
|  | 12.  | Matera            | 19   | 26 | 5  | 4 | 17 | 72  | 113 | -41  |
|  | 13.  | Molfetta          | 15   | 26 | 5  | 0 | 21 | 93  | 194 | -101 |
|  | 14.  | Seregno           | Rit. |    |    |   |    |     |     |      |

Legenda:
  Partecipa ai play-off scudetto.
  Partecipa ai play-out.
  Vincitore della Coppa Italia 2011-2012.
  Vincitore della Supercoppa italiana 2011.
      Campione d'Italia e ammessa alla CERH European League 2012-2013.
      Ammesse alla CERH European League 2012-2013.
      Ammesse alla Coppa CERS 2012-2013.
      Retrocesse in Serie A2 2012-2013.
      Ritirata dal campionato.
Note:
Tre punti a vittoria, uno a pareggio, zero a sconfitta.
Seregno ritirato dal campionato alla 15ª giornata.

### Risultati
| Andata (1ª) | Andata (1ª) | Prima giornata             | Ritorno (14ª) | Ritorno (14ª) |
|             |             |                            |               |               |
| 20 ott.     | 6-9         | Prato-CGC Viareggio        | 3-13          | 24 gen.       |
| 22 ott.     | 7-3         | Breganze-Seregno           | 9-3           | 21 gen.       |
| 22 ott.     | 3-2         | AFP Giovinazzo-Matera      | 4-3           | 21 gen.       |
| 22 ott.     | 7-1         | Marzotto Valdagno-Molfetta | 9-4           | 24 gen.       |
| 22 ott.     | 5-6         | Sarzana-Amatori Lodi       | 4-7           | 24 gen.       |
| 22 ott.     | 3-1         | Bassano-Trissino           | 2-4           | 24 gen.       |
| 22 ott.     | 3-2         | Forte dei Marmi-Follonica  | 4-3           | 24 gen.       |

| Andata (2ª) | Andata (2ª) | Seconda giornata            | Ritorno (15ª) | Ritorno (15ª) |
|             |             |                             |               |               |
| 29 ott.     | 5-5         | Follonica-Bassano           | 0-6           | 28 gen.       |
| 29 ott.     | 7-5         | Molfetta-Breganze           | 2-14          | 28 gen.       |
| 29 ott.     | 3-3         | Trissino-Forte dei Marmi    | 1-6           | 28 gen.       |
| 29 ott.     | 3-5         | Matera-Prato                | 1-1           | 28 gen.       |
| 29 ott.     | 6-1         | CGC Viareggio-Sarzana       | 10-1          | 28 gen.       |
| 29 ott.     | 3-2         | Amatori Lodi-AFP Giovinazzo | 5-7           | 31 gen.       |
| 29 ott.     | 6-4         | Seregno-Marzotto Valdagno   | 0-10          | 7 feb.        |

| Andata (3ª) | Andata (3ª) | Terza giornata              | Ritorno (16ª) | Ritorno (16ª) |
|             |             |                             |               |               |
| 5 nov.      | 6-1         | Breganze-Trissino           | 9-9           | 7 feb.        |
| 5 nov.      | 5-3         | Forte dei Marmi-Molfetta    | 4-1           | 11 feb.       |
| 5 nov.      | 5-1         | Bassano-Seregno             | 10-0          | 11 feb.       |
| 5 nov.      | 3-2         | Marzotto Valdagno-Follonica | 4-3           | 11 feb.       |
| 5 nov.      | 3-2         | Sarzana-Matera              | 2-5           | 21 feb.       |
| 5 nov.      | 4-3         | AFP Giovinazzo-Prato        | 6-3           | 23 feb.       |
| 8 nov.      | 4-1         | Amatori Lodi-CGC Viareggio  | 2-6           | 14 feb.       |

| Andata (4ª) | Andata (4ª) | Quarta giornata                 | Ritorno (17ª) | Ritorno (17ª) |
|             |             |                                 |               |               |
| 12 nov.     | 3-5         | Follonica-AFP Giovinazzo        | 4-4           | 18 feb.       |
| 12 nov.     | 6-3         | Seregno-Sarzana                 | 0-10          | 18 feb.       |
| 12 nov.     | 1-3         | Matera-Breganze                 | 1-6           | 18 feb.       |
| 12 nov.     | 3-2         | Prato-Forte dei Marmi           | 5-4           | 18 feb.       |
| 12 nov.     | 2-4         | Trissino-Amatori Lodi           | 2-5           | 21 feb.       |
| 12 nov.     | 5-3         | CGC Viareggio-Marzotto Valdagno | 2-3           | 21 feb.       |
| 12 nov.     | 3-5         | Molfetta-Bassano                | 1-16          | 11 mar.       |

| Andata (5ª) | Andata (5ª) | Quinta giornata              | Ritorno (18ª) | Ritorno (18ª) |
|             |             |                              |               |               |
| 15 nov.     | 5-4         | Sarzana-Molfetta             | 7-2           | 14 mar.       |
| 15 nov.     | 2-2         | Bassano-Prato                | 3-3           | 25 feb.       |
| 19 nov.     | 8-1         | AFP Giovinazzo-Trissino      | 4-7           | 25 feb.       |
| 22 nov.     | 6-3         | Follonica-Seregno            | 10-0          | 25 feb.       |
| 22 nov.     | 6-2         | Marzotto Valdagno-Matera     | 4-2           | 25 feb.       |
| 22 nov.     | 5-7         | Breganze-CGC Viareggio       | 4-6           | 25 feb.       |
| 29 nov.     | 6-3         | Amatori Lodi-Forte dei Marmi | 6-5           | 28 feb.       |

| Andata (6ª) | Andata (6ª) | Sesta giornata               | Ritorno (19ª) | Ritorno (19ª) |
|             |             |                              |               |               |
| 26 nov.     | 3-4         | Prato-Sarzana                | 3-3           | 6 mar.        |
| 26 nov.     | 8-3         | Molfetta-Seregno             | 10-0          | 3 mar.        |
| 26 nov.     | 2-1         | Trissino-Follonica           | 1-6           | 3 mar.        |
| 26 nov.     | 2-5         | Matera-Amatori Lodi          | 1-5           | 3 mar.        |
| 26 nov.     | 4-3         | CGC Viareggio-AFP Giovinazzo | 5-3           | 3 mar.        |
| 26 nov.     | 4-2         | Forte dei Marmi-Bassano      | 3-6           | 3 mar.        |
| 29 nov.     | 2-5         | Breganze-Marzotto Valdagno   | 7-6           | 3 mar.        |

| Andata (7ª) | Andata (7ª) | Settima giornata               | Ritorno (20ª) | Ritorno (20ª) |
|             |             |                                |               |               |
| 3 dic.      | 5-4         | Follonica-Sarzana              | 5-2           | 17 mar.       |
| 3 dic.      | 7-0         | Forte dei Marmi-Breganze       | 3-7           | 17 mar.       |
| 3 dic.      | 3-4         | Trissino-Prato                 | 3-2           | 17 mar.       |
| 3 dic.      | 4-2         | AFP Giovinazzo-Molfetta        | 3-1           | 17 mar.       |
| 3 dic.      | 4-5         | Seregno-CGC Viareggio          | 0-10          | 17 mar.       |
| 3 dic.      | 5-4         | Amatori Lodi-Marzotto Valdagno | 4-3           | 20 mar.       |
| 4 dic.      | 11-1        | Bassano-Matera                 | 3-1           | 20 mar.       |

| Andata (8ª) | Andata (8ª) | Ottava giornata                  | Ritorno (21ª) | Ritorno (21ª) |
|             |             |                                  |               |               |
| 7 dic.      | 8-4         | Marzotto Valdagno-AFP Giovinazzo | 1-5           | 24 mar.       |
| 7 dic.      | 3-10        | Molfetta-Amatori Lodi            | 1-10          | 24 mar.       |
| 7 dic.      | 4-6         | Breganze-Follonica               | 4-3           | 24 mar.       |
| 7 dic.      | 2-6         | Sarzana-Forte dei Marmi          | 3-3           | 24 mar.       |
| 7 dic.      | 3-3         | Matera-Trissino                  | 5-5           | 24 mar.       |
| 7 dic.      | 2-7         | Prato-Seregno                    | 10-0          | 24 mar.       |
| 7 dic.      | 5-5         | CGC Viareggio-Bassano            | 2-3           | 27 mar.       |

| Andata (9ª) | Andata (9ª) | Nona giornata              | Ritorno (22ª) | Ritorno (22ª) |
|             |             |                            |               |               |
| 10 dic.     | 6-5         | Molfetta-Prato             | 5-10          | 25 mar.       |
| 10 dic.     | 4-2         | Bassano-Sarzana            | 7-2           | 31 mar.       |
| 10 dic.     | 7-3         | Forte dei Marmi-Matera     | 1-1           | 31 mar.       |
| 10 dic.     | 3-4         | Breganze-AFP Giovinazzo    | 3-5           | 31 mar.       |
| 10 dic.     | 5-8         | Follonica-CGC Viareggio    | 6-8           | 31 mar.       |
| 10 dic.     | 2-4         | Seregno-Amatori Lodi       | 0-10          | 31 mar.       |
| 10 dic.     | 1-9         | Trissino-Marzotto Valdagno | 5-8           | 3 apr.        |

| Andata (10ª) | Andata (10ª) | Decima giornata                | Ritorno (23ª) | Ritorno (23ª) |
|              |              |                                |               |               |
| 13 dic.      | 5-4          | Marzotto Valdagno-Bassano      | 4-3           | 17 apr.       |
| 13 dic.      | 14-3         | CGC Viareggio-Molfetta         | 5-3           | 17 apr.       |
| 13 dic.      | 1-2          | Amatori Lodi-Breganze          | 9-3           | 17 apr.       |
| 13 dic.      | 2-6          | AFP Giovinazzo-Forte dei Marmi | 3-2           | 14 apr.       |
| 13 dic.      | 2-4          | Matera-Seregno                 | 10-0          | 14 apr.       |
| 13 dic.      | 6-5          | Sarzana-Trissino               | 2-3           | 14 apr.       |
| 17 dic.      | 4-2          | Prato-Follonica                | 3-5           | 14 apr.       |

| Andata (11ª) | Andata (11ª) | Undicesima giornata               | Ritorno (24ª) | Ritorno (24ª) |
|              |              |                                   |               |               |
| 20 dic.      | 2-1          | AFP Giovinazzo-Sarzana            | 4-3           | 21 apr.       |
| 20 dic.      | 1-5          | Breganze-Bassano                  | 3-4           | 21 apr.       |
| 20 dic.      | 8-4          | Trissino-Seregno                  | 10-0          | 21 apr.       |
| 20 dic.      | 8-6          | Forte dei Marmi-Marzotto Valdagno | 3-6           | 21 apr.       |
| 20 dic.      | 2-12         | Matera-CGC Viareggio              | 2-11          | 21 apr.       |
| 20 dic.      | 2-4          | Prato-Amatori Lodi                | 3-6           | 21 apr.       |
| 20 dic.      | 8-6          | Follonica-Molfetta                | 9-3           | 22 apr.       |

| Andata (12ª) | Andata (12ª) | Dodicesima giornata           | Ritorno (25ª) | Ritorno (25ª) |
|              |              |                               |               |               |
| 7 gen.       | 1-2          | Bassano-Amatori Lodi          | 1-6           | 24 apr.       |
| 7 gen.       | 9-4          | Marzotto Valdagno-Prato       | 4-4           | 24 apr.       |
| 7 gen.       | 4-2          | Molfetta-Trissino             | 5-21          | 24 apr.       |
| 7 gen.       | 7-4          | Breganze-Sarzana              | 6-4           | 24 apr.       |
| 7 gen.       | 1-7          | Seregno-AFP Giovinazzo        | 0-10          | 24 apr.       |
| 7 gen.       | 1-2          | Follonica-Matera              | 3-2           | 24 apr.       |
| 7 gen.       | 2-3          | CGC Viareggio-Forte dei Marmi | 4-4           | 24 apr.       |

| \| Andata (13ª) \| Andata (13ª) \| Tredicesima giornata \| Ritorno (26ª) \| Ritorno (26ª) \| \| \| \| \| \| \| \| 14 gen. \| 2-6 \| Prato-Breganze \| 4-8 \| 28 apr. \| \| 14 gen. \| 5-4 \| Amatori Lodi-Follonica \| 6-4 \| 28 apr. \| \| 14 gen. \| 6-2 \| Forte dei Marmi-Seregno[4] \| 10-0 \| 28 apr. \| \| 14 gen. \| 2-4 \| Sarzana-Marzotto Valdagno \| 5-9 \| 28 apr. \| \| 14 gen. \| 1-5 \| Trissino-CGC Viareggio \| 11-18 \| 28 apr. \| \| 14 gen. \| 5-5 \| AFP Giovinazzo-Bassano \| 3-2 \| 28 apr. \| \| 17 gen. \| 6-3 \| Matera-Molfetta \| 7-2 \| 28 apr. \| |              |                           |               |               |
| Andata (13ª) | Andata (13ª) | Tredicesima giornata      | Ritorno (26ª) | Ritorno (26ª) |
| |              |                           |               |               |
| 14 gen. | 2-6          | Prato-Breganze            | 4-8           | 28 apr.       |
| 14 gen. | 5-4          | Amatori Lodi-Follonica    | 6-4           | 28 apr.       |
| 14 gen. | 6-2          | Forte dei Marmi-Seregno   | 10-0          | 28 apr.       |
| 14 gen. | 2-4          | Sarzana-Marzotto Valdagno | 5-9           | 28 apr.       |
| 14 gen. | 1-5          | Trissino-CGC Viareggio    | 11-18         | 28 apr.       |
| 14 gen. | 5-5          | AFP Giovinazzo-Bassano    | 3-2           | 28 apr.       |
| 17 gen. | 6-3          | Matera-Molfetta           | 7-2           | 28 apr.       |

## Play-out
(11-A1) Sarzana vs. (6-A2) Roller Bassano
| Arbitri: | Fronte (Novara) Ramina (Vicenza) |

|                 |            |                                                                 |
| S. Vanzo 14'29" | Marcatori  | 11'50" 44'14" Sterpini 14'00" 22'08" 24'56" 47'08" 49'00" Nunez |
| Nunes           | Allenatori | P. De Rinaldis                                                  |

| Arbitri: | Carmazzi (Lucca) Antonacci (Modena) |

|                                                                                         |            |                                               |
| Sterpini 9'42" 10'25" 20'53" 41'56" F. De Rinaldis 11'59" Nunez 22'12" Di Donato 31'03" | Marcatori  | 2'12" S. Vanzo 5'33" Marangoni 48'26" Fiorese |
| P. De Rinaldis                                                                          | Allenatori | Nunes                                         |

(12-A1) Matera vs. (4-A2) Castiglione
| Arbitri: | Carmazzi (Lucca) Giombetti (Modena) |

|               |            |                                               |
| Tisato 48'45" | Marcatori  | 1'16" Vivilecchia 47'27" 49'58" Tamborindegui |
| Guerrieri     | Allenatori | Barbano                                       |

| Arbitri: | Perrone (Bari) Silecchia (Bari) |

|                                                                              |            |                                                       |
| P. Papapietro 2'39" 43'00" Tamborindegui 17'33" 30'00" 34'00" Cellura 44'31" | Marcatori  | 35'00" Tisato 38'30" 44'12" Muglia 49'45" Martellucci |
| Barbano                                                                      | Allenatori | Guerrieri                                             |

## Play-off scudetto

### Tabellone
|  | Quarti di finale | Quarti di finale | Quarti di finale  | Quarti di finale | Quarti di finale |                   |               | Semifinali      | Semifinali | Semifinali | Semifinali | Semifinali |  |  | Finale | Finale            | Finale | Finale | Finale | Finale | Finale |
|  |                  |                  |                   |                  |                  |                   |               |                 |            |            |            |            |  |  |        |                   |        |        |        |        |        |
|  | 1                | Amatori Lodi     | 2(0)              | 3                | 9                |                   |               |                 |            |            |            |            |  |  |        |                   |        |        |        |        |        |
|  | 8                | Follonica        | 2(2)              | 1                | 3                |                   |               |                 |            |            |            |            |  |  |        |                   |        |        |        |        |        |
|  | 8                | Follonica        | 2(2)              | 1                | 3                |                   | 1             | Amatori Lodi    | 0          | 3          |            |            |  |  |        |                   |        |        |        |        |        |
|  |                  |                  |                   |                  |                  |                   | 1             | Amatori Lodi    | 0          | 3          |            |            |  |  |        |                   |        |        |        |        |        |
|  |                  | 4                | Marzotto Valdagno | 7                | 4                |                   |               |                 |            |            |            |            |  |  |        |                   |        |        |        |        |        |
|  | 4                | 4                | Marzotto Valdagno | 7                | 4                | Marzotto Valdagno | 2             | 9               | 8          |            |            |            |  |  |        |                   |        |        |        |        |        |
|  | 4                |                  |                   |                  |                  | Marzotto Valdagno | 2             | 9               | 8          |            |            |            |  |  |        |                   |        |        |        |        |        |
|  | 5                | Bassano          | 4                 | 5                | 2                |                   |               |                 |            |            |            |            |  |  |        |                   |        |        |        |        |        |
|  |                  |                  |                   |                  |                  |                   |               |                 |            |            |            |            |  |  | 4      | Marzotto Valdagno | 8      | 7      | 7      | 7      |        |
|  |                  |                  | 2                 | CGC Viareggio    | 4                | 8                 | 2             | 4               |            |            |            |            |  |  |        |                   |        |        |        |        |        |
|  | 3                | AFP Giovinazzo   | 5                 | 5                | 4                |                   |               |                 |            |            |            |            |  |  |        |                   |        |        |        |        |        |
|  | 6                | Forte dei Marmi  | 7                 | 3                | 5                |                   |               |                 |            |            |            |            |  |  |        |                   |        |        |        |        |        |
|  | 6                | Forte dei Marmi  | 7                 | 3                | 5                |                   | 6             | Forte dei Marmi | 5          | 2          | 3          |            |  |  |        |                   |        |        |        |        |        |
|  |                  |                  |                   |                  |                  |                   | 6             | Forte dei Marmi | 5          | 2          | 3          |            |  |  |        |                   |        |        |        |        |        |
|  |                  | 2                | CGC Viareggio     | 4                | 3                | 9                 |               |                 |            |            |            |            |  |  |        |                   |        |        |        |        |        |
|  | 2                | 2                | CGC Viareggio     | 4                | 3                | 9                 | CGC Viareggio | 6               | 7          | 7          |            |            |  |  |        |                   |        |        |        |        |        |
|  | 2                |                  |                   |                  |                  |                   | CGC Viareggio | 6               | 7          | 7          |            |            |  |  |        |                   |        |        |        |        |        |
|  | 7                | Breganze         | 8                 | 4                | 5                |                   |               |                 |            |            |            |            |  |  |        |                   |        |        |        |        |        |

### Quarti di finale
(1) Amatori Lodi vs. (8) Follonica
| Arbitri: | Ferrari (Lucca) Tartarelli (Bari) |

|                                  |                      |                              |
| Bracali 10'35" M. Pagnini 29'40" | Marcatori            | 6'50" Platero 37'35" Antezza |
| Malagoli S. Paghi                | Tiri di rigore 2 – 0 |                              |
| Polverini                        | Allenatori           | Marzella                     |

| Arbitri: | Bonuccelli (Lucca) Molli (Lucca) |

|                                    |            |                   |
| Squeo 26'35" Antezza 29'53" 33'19" | Marcatori  | 15'59" M. Pagnini |
| Marzella                           | Allenatori | Polverini         |

| Arbitri: | Perrone (Bari) Corponi (Vicenza) |

| |            |                                                   |
| Festa 1'26" 6'11" Montigel 4'17" 16'21" Bresciani 23'55" Antezza 30'49" Squeo 45'16" 45'52" 48'42" | Marcatori  | 26'17" Saavedra 37'04" M. Pagnini 49'59" Malagoli |
| Marzella                                                                                           | Allenatori | Polverini                                         |

(4) Marzotto Valdagno vs. (5) Bassano
| Arbitri: | Rotelli (Lucca) Perrone (Bari) |

|                                              |            |                           |
| Panizza 26'03" Ambrosio 46'25" 48'36" 49'32" | Marcatori  | 16'33" De Oro 48'01" Rigo |
| Giudice                                      | Allenatori | F. Vanzo                  |

| Arbitri: | Da Prato (Lucca) Strippoli (Bari) |

| |            |                                                                     |
| Nicolía 2'26" 36'52" 48'11" Rigo 5'51" Taylor (aut.) 10'42" Tataranni 14'04" 35'19" 45'02" De Oro 17'57" | Marcatori  | 3'00" Ambrosio 10'12" 30'51" Nicolas 34'59" Peripolli 47'36" Trento |
| F. Vanzo                                                                                                 | Allenatori | Giudice                                                             |

| Arbitri: | Eccelsi (Novara) Di Domenico (Modena) |

|                                                                                       |            |                                |
| De Oro 18'54" 45'39" 46'57" Nicolía 28'59" 37'14" Rigo 32'32" Tataranni 42'03" 44'26" | Marcatori  | 11'36" Nicolas 48'27" Ambrosio |
| F. Vanzo                                                                              | Allenatori | Giudice                        |

(3) AFP Giovinazzo vs. (6) Forte dei Marmi
| Arbitri: | Corponi (Vicenza) Di Domenico (Modena) |

|                                                                   |            |                                                       |
| Á. Giménez 3'05" 12'51" 25'26" 39'13" 47'32" 49'12" Videla 42'37" | Marcatori  | 5'11" 11'41" 34'25" 46'29" De Palma 41'25" D'Agostino |
| Crudeli                                                           | Allenatori | Caricato                                              |

| Arbitri: | Barbarisi (Salerno) Galoppi (Grosseto) |

|                                                         |            |                                     |
| De Palma 4'10" 18'09" N. Fernández 15'42" 16'24" 45'46" | Marcatori  | 33'16" Cancela 46'26" 48'40" Videla |
| Caricato                                                | Allenatori | Crudeli                             |

| Arbitri: | Fermi (Piacenza) Ferraro (Vicenza) |

|                                                             |            |                                                   |
| D. Giménez 7'53" 47'50" De Palma 48'37" N. Fernández 49'18" | Marcatori  | 28'45" 32'01" 48'07" 49'00" Videla 38'33" Cancela |
| Caricato                                                    | Allenatori | Crudeli                                           |

(2) CGC Viareggio vs. (7) Breganze
| Arbitri: | Fermi (Piacenza) Andrisani (Matera) |

|                                                                           |            |                                                                                        |
| E. Romero 2'41" 4'32" 19'28" 41'03" J. García 18'30" 34'36" 34'47" 36'20" | Marcatori  | 8'44" Orlandi 16'42" 45'08" 48'45" M. Bertolucci 24'39" E. García 40'06" A. Bertolucci |
| Marozin                                                                   | Allenatori | M. Mariotti                                                                            |

| Arbitri: | Bisacco (Grosseto) Eccelsi (Novara) |

|                                                                                                  |            |                                                   |
| D. Motaran 5'56" A. Bertolucci 20'21" E. García 28'40" 38'22" 46'52" M. Bertolucci 34'43" 43'50" | Marcatori  | 16'18" 35'19" Ghirardello 25'37" 45'25" J. García |
| M. Mariotti                                                                                      | Allenatori | Marozin                                           |

| Arbitri: | Barbarisi (Salerno) Galoppi (Grosseto) |

| |            |                                                        |
| M. Bertolucci 11'48" 23'52" D. Motaran 14'55" 38'10" A. Bertolucci 19'20" E. Mariotti 21'58" E. García 31'40" | Marcatori  | 31'12" Travasino 32'48" 33'07" 47'24" 49'22" J. García |
| M. Mariotti                                                                                                   | Allenatori | Marozin                                                |

### Semifinali
(1) Amatori Lodi vs. (4) Marzotto Valdagno
| Arbitri: | Bisacco (Grosseto) Bonuccelli (Lucca) |

|                                                                                |            |          |
| Nicolía 9'41" 31'19" Cocco 27'14" Tataranni 33'25" 38'26" De Oro 44'21" 48'24" | Marcatori  |          |
| F. Vanzo                                                                       | Allenatori | Marzella |

| Arbitri: | Da Prato (Lucca) Ferrari (Lucca) |

|                                               |            |                                                  |
| A. Romero 5'43" Platero 23'44" Antezza 36'01" | Marcatori  | 14'47" Randon 23'57" 28'48" 52'57" (g.g.) De Oro |
| Marzella                                      | Allenatori | F. Vanzo                                         |

(2) CGC Viareggio vs. (6) Forte dei Marmi
| Arbitri: | Corponi (Vicenza) Fronte (Novara) |

|                                                   |            |                                                               |
| Videla 19'09" 40'05" 47'05" Cancela 35'05" 36'45" | Marcatori  | 9'15" 23'47" A. Bertolucci 22'45" E. García 32'45" D. Motaran |
| Crudeli                                           | Allenatori | M. Mariotti                                                   |

| Arbitri: | Eccelsi (Novara) Strippoli (Bari) |

|                                                                 |            |                                  |
| Orlandi 33'13" A. Bertolucci 49'40" M. Bertolucci 50'39" (g.g.) | Marcatori  | 38'12" Cancela 40'36" Á. Giménez |
| M. Mariotti                                                     | Allenatori | Crudeli                          |

| Arbitri: | Fermi (Piacenza) Bisacco (Grosseto) |

|                                                                                                |            |                                       |
| E. García 11'13" 11'53" 14'03" 16'41" 45'24" 46'12" Orlandi 31'33" 32'33" M. Bertolucci 32'51" | Marcatori  | 2'19" 32'17" Videla 15'44" Á. Giménez |
| M. Mariotti                                                                                    | Allenatori | Crudeli                               |

### Finale
(2) CGC Viareggio vs. (4) Marzotto Valdagno
| Arbitri: | Tartarelli (Bari) Galoppi (Grosseto) |

|                                                                                       |            |                                                     |
| Nicolía 7'24" 27'11" 28'16" 32'45" Tataranni 12'31" 26'19" 46'59" D. Nicoletti 39'22" | Marcatori  | 11'15" 21'59" 24'08" A. Bertolucci 18'58" E. García |
| F. Vanzo                                                                              | Allenatori | M. Mariotti                                         |

| Arbitri: | Barbarisi (Salerno) Eccelsi (Novara) |

|                                                                                               |            |                                                                        |
| Orlandi 6'06" 19'27" 28'25" 29'28" 43'08" E. García 36'08" 41'51" A. Bertolucci 50'55" (g.g.) | Marcatori  | 1'51" 4'53" 7'42" 27'33" 46'05" Tataranni 16'31" De Oro 22'36" Nicolía |
| M. Mariotti                                                                                   | Allenatori | F. Vanzo                                                               |

| Arbitri: | Fermi (Piacenza) Perrone (Bari) |

|                                     |            |                                                                                              |
| M. Bertolucci 31'21" Orlandi 43'31" | Marcatori  | 10'12" 22'48" 32'29" D. Nicoletti 15'28" Nicolía 18'27" Tataranni 38'32" Cocco 42'46" De Oro |
| M. Mariotti                         | Allenatori | F. Vanzo                                                                                     |

| Arbitri: | Bisacco (Grosseto) Strippoli (Bari) |

|                                                                           |            |                                               |
| De Oro 12'09" Nicolía 21'10" 22'06" Tataranni 31'02" 36'34" 42'04" 48'50" | Marcatori  | 4'49" 28'08" 42'45" Orlandi 22'00" D. Motaran |
| F. Vanzo                                                                  | Allenatori | M. Mariotti                                   |

## Verdetti
| Verdetto                       | Club                                                      |
| ------------------------------ | --------------------------------------------------------- |
| Campione d'Italia 2011-2012    | Marzotto Valdagno (2º titolo)                             |
| CERH European League 2012-2013 | Marzotto Valdagno CGC Viareggio Amatori Lodi              |
| Coppa CERS 2012-2013           | AFP Giovinazzo Bassano Forte dei Marmi Breganze Follonica |
| Retrocesse in Serie A2         | Molfetta Seregno                                          |

### Squadra campione
| Formazione titolare                     | Giocatori                |
| --------------------------------------- | ------------------------ |
| Oviedo Nicoletti Rigo Nicolía Tataranni | Mattia Cocco             |
| Oviedo Nicoletti Rigo Nicolía Tataranni | Gaston De Oro            |
| Oviedo Nicoletti Rigo Nicolía Tataranni | Riccardo Gnata           |
| Oviedo Nicoletti Rigo Nicolía Tataranni | Diego Nicoletti          |
| Oviedo Nicoletti Rigo Nicolía Tataranni | Carlos Nicolía           |
| Oviedo Nicoletti Rigo Nicolía Tataranni | Juan Eduardo Oviedo      |
| Oviedo Nicoletti Rigo Nicolía Tataranni | Matteo Pace              |
| Oviedo Nicoletti Rigo Nicolía Tataranni | Pietro Pranovi           |
| Oviedo Nicoletti Rigo Nicolía Tataranni | Eddy Randon              |
| Oviedo Nicoletti Rigo Nicolía Tataranni | Dario Rigo               |
| Oviedo Nicoletti Rigo Nicolía Tataranni | Massimo Tataranni        |
| Oviedo Nicoletti Rigo Nicolía Tataranni | Allenatore: Franco Vanzo |

## Statistiche del torneo

### Record squadre
- Maggior numero di vittorie: Amatori Lodi (23)
- Minor numero di vittorie: Matera e GSH Molfetta (5)
- Maggior numero di pareggi: Bassano e  Prato 1954 (5)
- Minor numero di pareggi: Amatori Lodi e GSH Molfetta (0)
- Maggior numero di sconfitte: GSH Molfetta (21)
- Minor numero di sconfitte: Amatori Lodi (3)
- Miglior attacco: CGC Viareggio (183 reti realizzate)
- Peggior attacco: Sarzana (90 reti realizzate)
- Miglior difesa: Bassano (69 reti subite)
- Peggior difesa: GSH Molfetta (194 reti subite)
- Miglior differenza reti: CGC Viareggio (+93)
- Peggior differenza reti: GSH Molfetta (-101)